# Micrabraxas anisonoma
Micrabraxas anisonoma är en fjärilsart som beskrevs av Louis Beethoven Prout 1937. Micrabraxas anisonoma ingår i släktet Micrabraxas och familjen mätare. Inga underarter finns listade i Catalogue of Life.